# Ламбсдорф, Александр
Александр Себастьян Леонс фон дер Венге, граф Ламбсдорф (транслитеруется также как Ламбсдорфф) (нем. Alexander Sebastian Léonce von der Wenge Lambsdorff; род. 5 ноября 1966, Кёльн) — немецкий дипломат и политик.
С августа 2023 года — посол ФРГ в России.

## Биография
Родился в Кёльне в аристократической семье, происходящей из древнего рода балтийских немцев Ламздорфов. Его отец Хаген Граф Ламбсдорф (род. 1935) политик и дипломат, работал начальником отдела культуры в посольстве в Москве и посланником в посольстве в Вашингтоне, был послом в Латвии (c 1991) и Чехии (1999—2001). Является племянником бывшего федерального министра Отто Графа Ламбсдорфа.

### Образование
Школьные годы провел в Гамбурге, Брюсселе и Бонне. В 1985 году окончил Колледж Алоизиуса в Бад-Годесберге. С 1985 по 1987 год проходил воинскую службу. В 1987 году вступил в СвДП.
Изучал историю в Боннском университете в 1991—1993 годах, затем изучал международные отношения в Джорджтаунском университете в рамках программы Фулбрайта. После окончания учебы проходил стажировку в консалтинговой компании McKinsey и в Европейской комиссии. Работал в Фонде имени Фридриха Наумана в Таллине в 1994—1995 годах.

### Карьера
С середины 1990-х годов работает в Министерстве иностранных дел Германии: с 1997 года работал в отделе планирования Федерального министерства иностранных дел, c 2000 по 2003 год был пресс-атташе посольства Германии в Вашингтоне (США), с лета 2003 года работал в политическом отделе Министерства иностранных дел и был страновым офицером по России. Один из основателей Атлантической инициативы и немецко-турецкого фонда (DTS) в Гамбурге.
Помимо своей профессиональной деятельности, Ламбсдорф занимал различные партийные посты в Свободной демократической партии, входил в руководящие органы Альянса либералов и демократов за Европу. В 2004 году он впервые был избран депутатом Европарламента, впоследствии несколько раз переизбирался. В 2017 году избран членом бундестага Германии.
С августа 2023 года — чрезвычайный и полномочный посол ФРГ в России. Верительные грамоты вручил президенту России Владимиру Путину 4 декабря 2023 года.

### Семья
С 1994 года Ламбсдорф женат, у пары двое детей.